# لیل اوزی ورت
سیمر بیسیل وودز (انگلیسی: Symere Bysil Woods؛ زادهٔ ۳۱ ژوئیهٔ ۱۹۹۵)، معروف به لیل اوزی وِرت (به انگلیسی: Lil Uzi Vert)، رپر، خواننده و ترانه‌پرداز آمریکایی است. خال کوبی صورت، پیرسینگ صورت، مدل موی غیرعادی و لباس‌های آندروجینی شخصیت او را متمایز کرده است. موسیقی او توسط موضوعات غالباً تاریک و بر ملودی خاص خودش هست. لیل اوزی در فیلادلفیا متولد و بزرگ شد، پس از انتشار میکس تیپ تجاری(Luv Is Rage،۲۰۱۵)، که منجر به عقد قرارداد ضبط با آتلانتیک رکوردز شد، به رسمیت شناختن اولیه خود را به دست آورد.
لیل اوزی در پی انتشار اولین تک آهنگ خود با عنوان "Money Longer" در سال ۲۰۱۶ مورد توجه کاربران قرار گرفت. این ترانه به عنوان آهنگ اصلی میکس تیپ بعدی (Lil Uzi Vert vs. the World، ۲۰۱۶) عمل می‌کند، که همچنین شامل آهنگ "You Is Right" بود. پس از انتشار دو میکس تیپ در سال‌های ۲۰۱۶ و ۲۰۱۷، از جمله یکی با همکاری گوچی مِین، لیل اوزی در آهنگ "Bad and Boujee" از میگوس با رتبه برتر جدول بیلبورد۱۰۰ حضور یافت. وی بعداً با "XO Tour Llif3"، که برنده جایزه موزیک ویدئوی ام تی وی برای بهترین تک آهنگ تابستان شد، اولین تک آهنگ برتر خود را تضمین کرد.
"XO Tour Llif3" به عنوان تک آهنگ اصلی آلبوم استودیویی(Lil Uzi Vert Luv Is Rage 2، ۲۰۱۷) اولین بار در بیلبورد ۲۰۰ شروع به کار کرد و توسط انجمن صنعت ضبط موسیقی آمریکا(RIAA) دو پلاتینیم 2X گرفت. در جوایز گرمی ۲۰۱۸، لیل اوزی ورت نامزد بهترین هنرمند تاره کار شد. دومین آلبوم استودیویی وی، (Eternal Atake (۲۰۲۰، از محبوب‌ترین آلبوم‌های هیپ هاپ بود و در بیلبورد ۲۰۰ به مقام اول رسید. وی قرار است سومین و چهارمین آلبوم های استودیویی خود را در آینده با نام های "Luv Is Rage 3" و "Forever Young" را منتشر کند.

## اوایل زندگی
سیمر وودز در ۳۱ ژوئیه ۱۹۹۴ در محله فرانسیسویل شمال فیلادلفیا به دنیا آمد. او با شنیدن آهنگ های مایک جونز و یینگ یانگ توینز بزرگ شد. اولین آلبوم جونز اولین آلبومی بود که او خریداری کرد. وودز بعداً شروع به گوش دادن به ویز خلیفا و میک میل کرد که سبک آینده او را تحت تأثیر قرار دادند. او همچنین از ۱۳ سالگی شروع به گوش دادن به مریلین منسون ، پرامور ، اسمش مات ، راکت سامر، سیمیان، مای کمیکال رومنس و آل امریکن ریجکت می کند و گفته است که او طرفدار پر و پا قرص مریلین منسون است و حیوانات مکانیکی آلبوم مورد علاقه او است. 
وودز در کلاس دهم شروع به رپ خوانی کرد و پس از شنیدن فری استایل همکلاسی اش ویلیام آستون بر روی آهنگ کریس براون ، به رپ خوانی علاقه‌مند شد. استون و دوست دیگر او گروه رپی به نام "استِک تاون" ایجاد کردند که در ۱۷ سالگی وودز منحل شد. 
وودز مدرسه را رها کرد و در یک فست فود شروع به کار کرد ، اما پس از چهار روز او کار را ترک کرد و مادرش او را از خانه بیرون کرد. اوضاع منجر به این شد که وودز اولین خال کوبی صورت خود را ، کلمه "ایمان" را در زیر رستنگاه خود ایجاد کند که باعث تحریک وی برای جدی گرفتن حرفه رپ شد.

## زندگی شخصی

### الماس روی پیشانی
وودز در فوریه ٢٠٢١ اعلام کرد که یک الماس صورتی ١٠ قیراطی را روی پیشانی خود کاشته است. الماسی که او آن را به‌دست آورده است قیمت آن ٢۴ میلیون دلار بود. او همچنین تحت تأثیر کارتون جهان استیون قرار گرفت که او به آن کارتون علاقه‌مند بود.

## ترانه‌شناسی
آلبوم‌های استودیویی
- عشق یعنی خشم ۲ (۲۰۱۷)
- یورش ابدی (۲۰۲۰)
- نوار صورتی (۲۰۲۳)
- یورش ابدی ۲ (۲۰۲۴)

آلبوم‌های همکاری
- پلوتو × بیبی پلوتو (با فیوچر) (۲۰۲۰)

## جوایز
| سال  | جایزه                     | اثر یا فرد نامزد شده     | بخش                            | نتیجه    | Ref.   |
| ---- | ------------------------- | ------------------------ | ------------------------------ | -------- | ------ |
| ۲۰۱۷ | جوایز موسیقی بیلبورد      | خودش                     | بهترین هنرمند تازه کاز         | نامزدشده | [ ۱۱ ] |
| ۲۰۱۷ | جوایز موسیقی بیلبورد      | Bad and Boujee(با میگوس) | بهترین تک آهنگ رپ              | نامزدشده | [ ۱۱ ] |
| ۲۰۱۷ | جوایز موسیقی بیلبورد      | Bad and Boujee(با میگوس) | بهترین همکاری رپ               | نامزدشده | [ ۱۱ ] |
| ۲۰۱۷ | جایزه موزیک ویدئوی ام‌تی‌وی | Bad and Boujee(با میگوس) | بهترین تک آهنگ هیپ هاپ         | نامزدشده | [ ۱۲ ] |
| ۲۰۱۷ | جایزه موزیک ویدئوی ام‌تی‌وی | XO Tour Llif3            | بهترین تک آهنگ تابستان         | برنده    | [ ۱۲ ] |
| ۲۰۱۸ | جوایز گرمی                | خودش                     | بهترین هنرمند تازه کار         | نامزدشده | [ ۱۳ ] |
| ۲۰۱۸ | جوایز گرمی                | Bad and Boujee(با میگوس) | بهترین اجرای رپ                | نامزدشده | [ ۱۳ ] |
| ۲۰۱۸ | جوایز موسیقی رادیو آی‌هارت | Bad and Boujee(با میگوس) | بهترین آهنگ هیپ هاپ سال        | نامزدشده | [ ۱۴ ] |
| ۲۰۱۸ | جوایز موسیقی رادیو آی‌هارت | خودش                     | بهترین هنرمند تازه کار هبپ هاپ | نامزدشده | [ ۱۴ ] |
| ۲۰۱۸ | جایزه موزیک ویدئوی ام‌تی‌وی | خودش                     | بهترین هنرمند تازه کار         | نامزدشده | [ ۱۵ ] |
| ۲۰۲۰ | جوایز موسیقی آمریکا       | Eternal Atake            | بهترین آلبوم رپ/هیپ هاپ        | نامزدشده | [ ۱۶ ] |